# 밤벌레
밤벌레(Night Bugs)는 한국에서 제작된 김태용 감독의 2012년 영화이다. 박수진 등이 주연으로 출연하였다.

## 출연

### 주연
- 박수진
- 장유상
- 박근록
- 이근욱